# Вальграна
Вальграна (итал. Valgrana) — коммуна в Италии, располагается в регионе Пьемонт, в провинции Кунео.
Население составляет 808 человек (2008 г.), плотность населения составляет 35 чел./км². Занимает площадь 23 км². Почтовый индекс — 12020. Телефонный код — 0171.
Покровителем коммуны почитается святой Мартин Турский, празднование 11 ноября. 

## Демография
Динамика населения:

## Администрация коммуны
- Официальный сайт: